# Lungulești
Lungulești – wieś w Rumunii, w okręgu Ardżesz, w gminie Uda. W 2011 roku liczyła 42 mieszkańców.